# مراد كورناز
مراد كورناز (بالتركية: Murat Kurnaz) ألماني مسلم من اصول تركية ولد في بريمن، بألمانيا، في عام 1982. وكان والداه قد هاجرا من تركيا في السبعينيات من القرن العشرين. واعتقل في عام 2001 عندما كان يبلغ 19 عاما، وسجن خمس سنوات وتعرض للتعذيب وأطلق سراحه في 24 أغسطس/آب 2006 لعدم وجود أي ادلة. تحول كورناز إلى أشهر ناقد للولايات المتحدة وسجن غوانتانامو، وظهر على وسائل إعلامية عديدة، وكتب كتابا عن المخالفات التي ترتكب في ذلك المعتقل.

## روابط خارجية
- مراد كورناز على موقع IMDb (الإنجليزية)
- مراد كورناز على موقع كينوبويسك (الروسية)

- 'مراد كورناز' المتهم البريء في جوانتانامو